# 芝麻酱

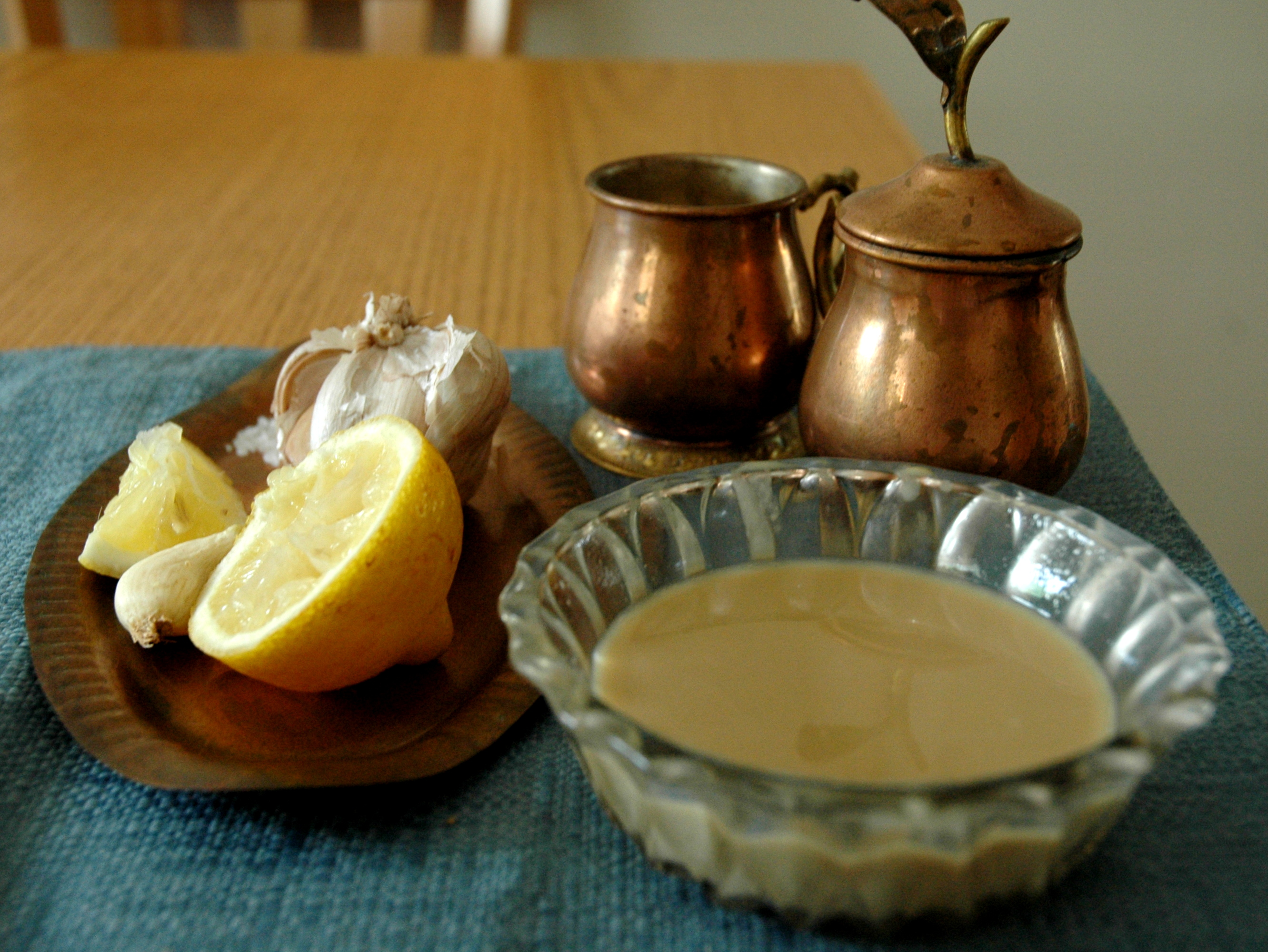
中东地区的芝麻酱

芝麻酱，简称麻酱，也称麻汁，是一种把芝麻磨成粉末并调制的酱料，通常和香油同时产出。根据采用的芝麻材料颜色，可分为白芝麻酱和黑芝麻酱。也分为生芝麻酱（芝麻磨粉前不炒熟）和熟芝麻酱（芝麻磨粉前炒熟）。是较为黏稠的半固体，上面往往覆盖一层香油，也使得芝麻酱不易变质。芝麻酱开封后应該冷藏。超高温会使芝麻酱變較不好吃。

## 製作
主料：黑（白）芝麻、葡萄籽油（或初榨橄榄油，麻油）
1. 芝麻先淘洗干净。
2. 放入锅中开始炒芝麻，一开始的时候可以用中火，先把芝麻炒干，然后转中小火，炒到能够用手捏碎芝麻,芝麻内颜色略为黄色，吃一口很香就可以了。
3. 炒好的芝麻放凉后倒入石磨上的漏斗，调好流量，流量太大芝麻酱会过粗，流量太小，会干磨石磨。
4. 把芝麻酱放入容器里，比如说玻璃瓶，放凉后放入冰箱保存。
5. 不宜过长时间停放，不然芝麻酱里的油会自动沉淀飘到顶部，导致下部硬化，影响食用及口感。
6. 芝麻酱飘出的油不能完全叫作香油。因为做芝麻酱的芝麻与做香油的芝麻炒制时火候完全不一样，因此油的香味也不同。

## 使用

### 中國
中國料理大多使用熟芝麻醬，通常白芝麻醬用在鹹菜，黑芝麻醬用在甜食。芝麻醬是热干面和麻酱面的主要调味料；也可用來涂面包或馒头；北方面饼调料的一种；凉菜调料；火锅基础调料和佐料之一。涼麵（冷拌麵）亦使用芝麻醬來當成主要佐料。

### 西亞
生芝麻醬（阿拉伯語：طحينة）在西亞是重要食材，常和糖漿或蜂蜜一起搭配皮塔餅食用，或是用來搭配肉類，也是製作鷹嘴豆泥的食材之一。